# Bernie Paz
Bernardo Paz (Lima; 5 de julio de 1968),conocido como Bernie Paz, un actor peruano.
Su carrera le ha llevado a trabajar en diferentes países en producciones para Perú, Colombia, México y la audiencia hispana de los Estados Unidos.

## Biografía.
Bernardo estudió en el Colegio León Pinelo de la ciudad de Lima. Luego, se fue a vivir a Israel con su familia, por el trabajo de su padre. Estuvo en Jerusalén desde 1988 hasta 1995, tiempo en el que estudió Ciencia política en la Universidad Hebrea de Jerusalén.
Empezó en la televisión peruana actuando en la telenovela Amor serrano y seguidamente participó en María Rosa, búscame una esposa, Vidas prestadas y Soledad. En 1998, apareció en la película No se lo digas a nadie.
En el año 2003, debutó con un rol en el cine actuando en El destino no tiene favoritos como Alejandro.
Posteriormente, viajó a Estados Unidos para actuar en las telenovelas Todo sobre Camilay Ángel rebelde,ambas producidas por Cisneros Media.
Afianzó su carrera actuando en las producciones El pasado no perdona, Tierra de pasiones,además de participar en varios episodios del unitario Decisiones.
En 2006, residió en Colombia.
En 2007, participó en Acorraladay Mi adorada Malena.
En el año 2008, actuó en dos episodios de la serie Amas de casa desesperadas, grabada en Estados Unidos y de la cadena Univision.
Viajó a México donde trabajó en la producción Mujer comprada para TV Azteca. Para Venevisión grabó en Condesa por amor (2010) como Aníbal.En el mismo año grabó para Vidas robadas.
Paz se casó con la actriz y presentadora peruana Shirley Mary Budge, quien participó en la telenovela Valeria y tienen una hija en común llamada Miranda.Se divorciaron en 2017.
A inicios de 2011, viajó a Perú para participar en la telenovela Lalola.
Seguidamente protagonizó la telenovela Emperatriz junto a Gabriela Spanic para TV Azteca.
En 2012, estelarizó Quererte así, también para TV Azteca junto a Aura Cristina Geithner.

## Filmografía
| Año  | Título                         | Personaje                        | Notas |
| ---- | ------------------------------ | -------------------------------- | --- |
| 1998 | Amor serrano                   | Leonardo Falcón / Sebastián Páez | Primer personaje. |
| 1999 | María Rosa, búscame una esposa | Gonzalo                          | |
| 2000 | Vidas prestadas                | Renato "Reni" Valente López      | |
| 2000 | Milagros                       | Gringo Veloachaga                | |
| 2001 | Soledad                        | Leonardo "Leo" García            | |
| 2002 | Todo sobre Camila              | Eduardo Bonfil                   | |
| 2003 | La Hechicera                   | Andrés Bustamante                | |
| 2003 | Ángel rebelde                  | Doctor Claudio Salazar           | |
| 2005 | El pasado no perdona           | Esteban Zaldivar / Manuel Lara   | |
| 2005 | Decisiones                     | Varios roles                     | Episodio "Apostar por acostar". Episodio "Confidencial". Episodio "Guerra sin cuartel". Episodio "La última tentación de Eva". Episodio "Marcada para siempre". |
| 2006 | Tierra de pasiones             | Fernando Solís                   | |
| 2006 | Acorralada                     | Rodrigo Santana.                 | Abogado. |
| 2007 | Mi adorada Malena              | Leonardo                         | |
| 2008 | Amas de casa desesperadas      | Carlos Solís                     | Actuó en dos episodios únicamente. |
| 2008 | Condesa por amor               | Aníbal Paz-Soldán                | |
| 2009 | Mujer comprada                 | Franco Rossi                     | |
| 2010 | Vidas robadas                  | Joan Manuel                      | |
| 2011 | Lalola                         | Ramiro "Lalo" Padilla            | Actuación breve del personaje. |
| 2011 | Emperatriz                     | Alejandro Miranda                | Protagonista masculino. |
| 2012 | Quererte así                   | Gustavo Navarrete                | Personaje estelar. |
| 2014 | Siempre tuya Acapulco          | Stefano Canciano                 | |
| 2018 | Like                           | Rodolfo Reyes                    | |

| Año  | Título                        | Personaje        | Notas |
| ---- | ----------------------------- | ---------------- | ----- |
| 1998 | No se lo digas a nadie        | Chico en el baño | Extra |
| 2003 | El destino no tiene favoritos | Alejandro        |       |

## Premios y reconocimientos.
- 2010: "Galardón Especial de Honor en México" por su destacada trayectoria artística otorgado por la "Fundación Cultural Galería Plaza de las Estrellas".[24]
- 2009: Nombrado uno de los 100 hombres más sensuales del mundo por el portal español "20 Minutos".[25]